# Albert De Ryck
Albert De Ryck (Temse, 3 augustus 1916 – aldaar, 24 oktober 1983) was een Belgische politicus voor de CVP. Hij was burgemeester van Temse.

## Biografie
Albert De Ryck begon in 1932 te werken als arbeider op de Boelwerf te Temse. In 1944 werd hij bij de sociale verkiezingen als lid van het ACV verkozen tot vakbondsafgevaardigde. Hij was ook actief in de arbeidersbeweging ACW. Hij was in 1945 medestichter van de Christelijke Volkspartij (CVP) in Temse. Het jaar nadien nam hij voor deze partij deel aan de gemeenteraadsverkiezingen. Hij werd verkozen tot gemeenteraadslid en werd in 1947 eerste schepen. Zes jaar later werd hij lijsttrekker bij de gemeenteraadsverkiezingen van 1952. Hij werd opnieuw verkozen en werd begin 1953 tot burgemeester benoemd.
Eind 1954 nam hij ontslag als burgemeester en trok hij zich terug uit het publieke leven. Op de Boelwerf werd hij bediende. In 1963 startte hij ook als zelfstandig verzekeringsmakelaar. Omwille van gezondheidsproblemen diende hij beide activiteiten vroegtijdig te staken. Hij overleed eind 1983.
Hij is de vader van Luc De Ryck, die ook burgemeester van Temse was.